# ジャミル・ケリー
ジャミル・ケリー （Jamill Kelly、男性、1977年10月25日 - ）は、アメリカ合衆国カリフォルニア州アトウォーター出身のレスリング選手。2004年アテネオリンピックレスリングフリースタイル66kg級の銀メダリストである。

## 経歴
アトウォータ高校(atwater highschool)へ入学後レスリングを始める。カリフォルニア州選手権で4位の成績を収めるなどし、ラッセンコミュニティカレッジで1年過ごした後オクラホマ州立大学へ進学。大学在籍の3年間はスタータやチーム主将を務める。2003年のレスリング世界選手権では28位に終わったが、同年のパンアメリカン競技大会銀メダルを獲得。2004年アテネオリンピックに出場し銀メダルを獲得する。
その後、ハーバード大学にてコーチを務めた後ダラスダイナマイトレスリングクラブ(Dallas Dynamite Wrestling Club)で監督を務める等、レスリング指導に大きく貢献している。

## 略歴
- 1994年 - アトウォータ高校入学
- 1997年-2000年 - オクラホマ州立大学　レスリング部所属
- 2004年 - アテネオリンピック レスリング　フリースタイル66kg級　銀メダル獲得
- 2006年 - 2007年 - ハーバード大学　レスリング部コーチ
- 2008年～ - ダラスダイナマイトレスリングクラブ　監督